# بن داود
بلدية بن داود إحدى بلديات ولاية برج بوعريريج تقع غرب مقر الولاية على مسافة 75 كلم وتقع شرق الجزائر العاصمة بمحاذاة الطريق السيار الولوج إليها عن طريق مخرج مدينة المهير، تتموقع هذه البلدية في موقع استراتيجي هام حيث تعتبر همزة وصل بين 3 ولايات ولاية البرج وولاية البويرة ولاية المسيلة
تحدهامن الغرب بلدية المزدور ولاية البويرة وتحدها من الجنوب بلدية ونوغة وبلدية بني يلمان ولاية المسيلة يربطها طريق معبد بهذه الولاية عن طريق قرية عين النوق مرورا بالسلاطنة، كما يربطها طريق آخر بولاية البويرة مرورا بمدينة المزدور ولاية البويرة ويربطها طريق ولائي جديد عن طريق قرية القصابية بمدينة برج بوعريريج وهي لا تبعد عن الطريق السيار إلا ب 23 كلم وهذا المقطع من الطريق البلدي جيد,

## حدودها
يحدها من : 
- الشرق: بلدية المهير. 
- الغرب: بلدية المسدور ولاية البويرة
- الشمال: بلدية حرازة ولاية البرج
- الجنوب:بلدية ونوغة وبلدية بني يلمان ولاية مسيلة.
القرى التابعة لبلدية بن داود
|}